# 戯武尊
戯武尊（ぎぶそん、1971年2月22日 - ）は、日本の俳優。沖縄県出身。血液型はB型。本名・旧芸名は奥平 朝幸。

## 出演

### テレビドラマ
- ウルトラマンガイア 第22話（1999年2月6日、MBS） - 避難誘導部隊隊員 役
- 3年B組金八先生第6シリーズ 第9話 （2001年12月6日、TBS）
- 月曜ドラマスペシャル 陰の季節（3）「密告」 （2001年12月24日、TBS）
- 木更津キャッツアイ 第3話 （2002年2月1日、TBS）
- 仮面ライダー龍騎 第30話 （2002年8月25日、テレビ朝日）
- ダブルスコア 第4話 （2002年10月29日、フジテレビ）
- 刑事☆イチロー 第1話 （2003年1月15日、TBS）
- ドールハウス 第1話 （2004年1月15日、TBS）
- 特捜戦隊デカレンジャー 第9話 （2004年4月11日、テレビ朝日）
- 月曜ミステリー劇場 税理士・楠銀平の事件帳簿2　領収書は語る （2004年11月15日、TBS）
- 松本清張 黒革の手帖 第7話 （2004年12月9日、テレビ朝日）
- 一番大切な人は誰ですか? 第10話 （2004年12月15日、日本テレビ）
- 富豪刑事 第8話 （2005年3月3日、テレビ朝日）
- タイガー＆ドラゴン 第3話（2005年4月29日、TBS） - クラブスタッフ 役
- 土曜ワイド劇場 夜桜お七殺人事件 （2006年5月27日、テレビ朝日）
- マイ☆ボス マイ☆ヒーロー （2006年7-9月、日本テレビ） - 関東鋭牙会幹部 役
- 特急田中3号 第1話 （2007年4月13日、TBS）
- 土曜ワイド劇場 刑事殺し1 （2007年5月19日、テレビ朝日） - 立川博昭
- エリートヤンキー三郎 第8話 （2007年6月1日、テレビ東京）
- 女帝 第5話 （2007年8月10日、テレビ朝日）
- スワンの馬鹿! 〜こづかい3万円の恋〜 第9話 （2007年12月11日、フジテレビ）
- 水曜ミステリー9 ブランド刑事3 偽ブランド和牛殺人事件 （2008年7月30日、テレビ東京）
- 7万人探偵ニトベ 第7話 （2009年6月4日、BS朝日）
- 名探偵の掟 第8話 （2009年6月5日、テレビ朝日）
- コールセンターの恋人 第9話 （2009年9月4日、テレビ朝日） - 実和興業構成員 役
- 月曜ゴールデン 弁護士高見沢響子10 （2009年10月19日、TBS）
- コーセーコスメポートドラマスペシャル 探偵M （2009年10月28日、日本テレビ）
- インディゴの夜（2010年1月、東海テレビ/フジテレビ） - 有賀 役

### 映画
- 座頭市 （2003年）
- TAKESHIS'（2005年）
- 花田少年史 幽霊と秘密のトンネル（2006年）
- アフタースクール（2008年）